# ساتومي
ساتومي (باليابانية: SATOMI') هي مغنية يابانية، ولدت في 7 مايو 1989 في يوبي في اليابان.

## وصلات خارجية
- الموقع الرسمي
- ساتومي على موقع ميوزك برينز (الإنجليزية)
- ساتومي على موقع ديسكوغز (الإنجليزية)